# Duncan Henderson
Duncan Scott Henderson (Culver City, 19 de julio de 1949 – 21 de junio de 2022) fue un productor estadounidense. Produjo la película de 2003 Master and Commander: The Far Side of the World, con el que ganaría una nominación al Óscar en la categoría de Mejor película. Henderson la compartió con Samuel Goldwyn, Jr. y Peter Weir. En 2020, recibió el Frank Capra Achievement Award. 
Henderson fue a la escuela de cine de la Universidad de California en Los Ángeles y de negocios en la Universidad del Sur de California. Murió de un cáncer pancreático el 21 de junio de 2022 a los 72 años.

## Filmografía
Productor
- Master and Commander: Al otro lado del mundo (Master and Commander: The Far Side of the World), de Peter Weir (2003)
- Poseidón, de Wolfgang Petersen (2006)
- Camino a la libertad (The Way Back), de Peter Weir (2010)
- Battleship (The Way Back), de Peter Berg (2012)
- Oblivion, de Joseph Kosinski (2013)
- Ben-Hur, de Timur Bekmambetov (2016)
- Maléfica: Maestra del mal (Maleficent: Mistress of Evil), de Joachim Rønning (2019)
- Space Jam: Nuevas leyendas (Space Jam: A New Legacy), de Malcolm D. Lee (2021)
- Transformers: el despertar de las bestias (Transformers: Rise of the Beasts), de Steven Caple Jr. (2023)

Co-productor
- Tres fugitivos (Three Fugitives), de Francis Veber (1989)
- El club de los poetas muertos (Dead Poets Society), de Peter Weir (1989)
- Millonario al instante (Taking Care of Business), de  Arthur Hiller (1990)
- Matrimonio de conveniencia (Green Card), de Peter Weir (1990)
- Elegir un amor (Dying Young), de Joel Schumacher (1991)

Executive producer
- Las chicas de la Tierra son fáciles (Earth Girls Are Easy) de Julien Temple
- Solo en casa 2: Perdido en Nueva York (Home Alone 2: Lost in New York), de Chris Columbus (1992)
- Lobos universitarios (The Program), de David S. Ward (1993)
- Estallido (Outbreak), de Wolfgang Petersen (1995)
- Deep Blue Sea, de Renny Harlin (1999)
- La tormenta perfecta (The Perfect Storm), de Ridley Scott (2000)
- Harry Potter y la piedra filosofal (Harry Potter and the Philosopher's Stone), de Chris Columbus (2001)
- G-Force, de Hoyt Yeatman (2009)

## Premios y distinciones
Óscar
| Año  | Categoría      | Película                                        | Resultado |
| ---- | -------------- | ----------------------------------------------- | --------- |
| 2004 | Mejor película | Master and Commander: The Far Side of the World | Nominado  |